# Tarache sedata
Tarache sedata is een vlinder uit de familie van de uilen (Noctuidae). De wetenschappelijke naam van deze soort is voor het eerst voorgesteld door Henry Edwards in een publicatie uit 1881.
De soort komt voor in het zuidwesten van de Verenigde Staten.